# 时事聚焦
《时事聚焦》（德語：Aktuelle Kamera）是东德国营民主德国电视台的官方新闻报道节目，首播于1952年12月21日，自1957年10月11日起每日播出至1990年12月14日止。

## 历史
时事聚焦首播于1952年12月21日，此时家庭电视尚未普及，其宣传重要性不及东德新闻简报电影《见证》（Der Augenzeuge）。
由于早期电视覆盖面有限，统一社会党并未对电视节目严格控制，故早期的时事聚焦并未被审查，甚至会对时局进行批评。该节目准确地报道了1953年6月17日的东德六一七事件。事件平息后，节目主编被撤职，时事聚焦自此被严格审查，新闻来源均取自官方渠道。
统一社会党将时事聚焦视为重要的政治宣传工具，其内容多为统一社会党中央委员会会议、国事访问、颁奖仪式、企业考察等官方活动的详细报道，同时关注工业生产、农业和住房建设等计划经济建设内容。国际新闻的报道则带有政治色彩，经常报道西德或西柏林的毒品滥用、极右翼活动、贫富差距等内容。东西德间的非法越境则不会被提及。
时事聚焦新闻报道的语言风格经常使用冗长、词汇堆砌的句子。德意志通讯社为时事聚焦提供新闻素材，编辑再对其进行加工以便播报。统一社会党中央委员会对总编及其下属的六个部门的工作进行检查。时事聚焦新闻内容的匮乏导致了收视率的降低，许多东德居民转而收看西德新闻节目。东德电视台遂制作了《黑频道》以应对这一情况。
1989年东德巨变的政治气候也影响了东德电视台，编辑们渐渐地打破了国家机构对新闻报道的控制。1989年10月16日时事聚焦首次播送了莱比锡每周一的反对派示威画面。1989年10月30日第2频道开播了新的新闻节目AK Zwo，这一节目采用了西方新闻节目的画面和语言风格。1990年3月14日民主德国电视台更名后，DFF1的时事聚焦也采用了AK Zwo的风格。
1990年12月14日晚19:30，时事聚焦播出了最后一期节目。第二天德国电视台（DFF）的新闻节目改为“时事”（Aktuell），部分时事聚焦主持人仍在这个节目出现，直到1991年12月31日东德电视台解体。

## 播出
为避免观众转而观看西方新闻，德国电视台在节目编排上避免与西德的节目发生时间冲突。《时事聚焦》在19:30开播，而西德ZDF的《今日》在19:00开播，ARD的Tagesschau 则是在20:00。1972年前时事聚焦时长20分钟，之后延长为30分钟。
时事聚焦最重要的首播时间是每天19:30-20:00，第2频道（DFF2）在21:30重播，第1频道（DFF1）在第二天上午9:30（之后改为8:30）播放和教育局合作的学校教育节目前重播。每天也会穿插播出简版的时事聚焦。
1990年3月14日后，午间12:50的节目名为“午间时事聚焦”（AK am Mittag），晚19:30为“傍晚时事聚焦”（AK am Abend），其他时间则更名为“时事聚焦新闻”（AK-Nachrichten）。

## 延伸阅读
- Jost-Arend Bösenberg: Die Aktuelle Kamera. Nachrichten aus einem versunkenen Land. Begleitbuch zur TV-Dokumentation im rbb-Fernsehen. Mit einem Geleitwort von Wolfgang Thierse. Verlag für Berlin-Brandenburg, Berlin 2008, ISBN 978-3-86650-067-9.
- Jost-Arend Bösenberg: Die Aktuelle Kamera (1952–1990). Lenkungsmechanismen im Fernsehen der DDR. Verlag für Berlin-Brandenburg, Berlin 2004, ISBN 3-935035-66-7 (Veröffentlichungen des Deutschen Rundfunkarchivs 38).
- Klaus Feldmann: Das waren die Nachrichten. Erinnerungen. Das Neue Berlin, Berlin 2006, ISBN 3-360-01277-1.
- Erich Selbmann: DFF Adlershof. Wege übers Fernsehland. Zur Geschichte des DDR-Fernsehens. Edition Ost, Berlin 1998, ISBN 3-932180-52-6 (Rote Reihe), Rezension （页面存档备份，存于）.
- AK-Korrespondent Michael Schmidt erinnert sich